# مربو
مربو، روستایی از توابع بخش رانکوه شهرستان املش در استان گیلان ایران است. گورستان روستای مربو در شهرستان املش، بخش رانکوه، روستای مربو واقع شده و این اثر در تاریخ ۲ آبان ۱۳۸۲ با شمارهٔ ثبت ۱۰۶۷۱ به‌عنوان یکی از آثار ملی ایران به ثبت رسیده‌است. منطقه‌ای از این روستا که چوب آن برای ساخت لوازم چوبی بسیار مورد استفاده قرار می‌گرفته‌است مربوک نام دارد که منطقه‌ای جنگلی می‌باشد.

## جمعیت
این روستا در دهستان سمام قرار دارد و براساس سرشماری مرکز آمار ایران در سال ۱۳۸۵، جمعیت آن ۳۴۸ نفر (۹۵خانوار) بوده‌است.